# The Wicker Man (låt)
The Wicker Man är en låt och en singel av det brittiska heavy metalbandet Iron Maiden, släppt på singelskiva den 8 maj, 2000. Det är den första singeln som släpptes till albumet Brave New World. Singeln släpptes innan albumet kommit ut. Det är också det albumet som sångaren Bruce Dickinson och gitarristen Adrian Smith återvänder till Iron Maiden, så nu hade Iron Maiden tre gitarrister. Låten är skriven av Bruce Dickinson, Adrian Smith och Steve Harris.
Omslaget föreställer bandet och inte maskoten Eddie, något som bara förekommit en gång tidigare. Hela bandet står framför kameran och Dickinson håller en fackla. Antagligen ska de snart tända på den gigantiska wicker man (korgmannen) som syns i bakgrunden. Baksidan av singeln visar hur korgmannen brinner. I den europeiska utgåvan fick man med två stycken ölmattor till singeln. 
The Wicker Man är en snabb låt och Iron Maiden hade ändrat sin stil lite när de släppte den här singeln. Texten har i huvudsak den stora likgiltigheten i vårt samhälle idag och hur egoistiska vi är när det händer så mycket hemska saker i världen - tills det drabbar oss själva. 
Bruce Dickinson sa själv att det här var "den rockigaste låten de släppt på många år" när den släpptes. 
Med som B-sidor finns Futureal live ifrån The EdHuntour och är den första inspelningen där Bruce Dickinson sjunger den här låten. Den andra låten är Man on the Edge, även den en första inspelning med Bruce Dickinson på sång. De två låtarna hade tidigare sjungits av sångaren Blaze Bayley.
Med på singeln finns även videon till The Wicker Man, regisserad av Dean Karr som har gjort flera av Marilyn Mansons musikvideor.
Singeln tar sitt namn och inspiration från filmen med samma namn.

## Låtlista
1. The Wicker Man  (Smith, Harris, Dickinson)
2. Futureal (live) (Harris, Bayley)
3. Man On The Edge (live) (Bayley, Gers)
4. The Wicker Man (video) (Smith, Harris, Dickinson)

## Banduppsättning
- Bruce Dickinson - sång
- Janick Gers - gitarr
- Dave Murray - gitarr
- Adrian Smith - gitarr
- Steve Harris - bas
- Nicko McBrain - trummor